# Ричмонд (Тексас)
Ричмонд (енгл. Richmond) град је у америчкој савезној држави Тексас. По попису становништва из 2010. у њему је живело 11.679 становника.

## Демографија
Према попису становништва из 2010. у граду је живело 11.679 становника, што је 598 (5,4%) становника више него 2000. године.
| Група             | 2000.         | 2010.         |
| Белци             | 2.964 (26,7%) | 2.951 (25,3%) |
| Афроамериканци    | 1.501 (13,5%) | 2.101 (18,0%) |
| Азијати           | 59 (0,5%)     | 122 (1,0%)    |
| Хиспаноамериканци | 6.506 (58,7%) | 6.472 (55,4%) |
| Укупно            | 11.081        | 11.679        |